# الجمعية الأمريكية لأخصائيي الغدد الصماء
الجمعية الأمريكية لأخصائيي الغدد الصماء (بالإنجليزية: American Association of Clinical Endocrinologists)‏ اختصارًا AACE هي جمعية مهنية للأطباء المتخصصين في أمراض الغدد الصماء والسكري والأيض، الجمعية ملتزمة بتعزيز قدرة أعضائها على توفير أعلى مستويات الجودة في رعاية المرضى. يقع المقر الرئيسي للجمعية في مدينة جاكسونفيل بولاية فلوريدا الأمريكية.

## التأسيس
قبل تأسيس الجمعية، لم يكن مجال الغدد الصماء ممثلاً في إدارة تمويل الرعاية الصحية (HCFA) وهيئات صنع السياسة الصحية والعديد من جمعيات الأطباء المهنية. تأسست الجمعية الأمريكية لأخصائيي الغدد الصماء عام 1991 من قبل لجنة مؤلفة من 26 من أخصائيي الغدد الصماء لمعالجة ذلك ولكي تصبح صوتًا للأطباء. وقد أصبح الدكتور يانك كوبلي الابن القوة الدافعة والمؤسس المشارك لـ AACE والرئيس الأول للجمعية.
الجمعية الأمريكية لأخصائيي الغدد الصماء هي الآن أكبر منظمة في العالم تمثل أطباء الغدد الصماء. ومع وجود أكثر من 6500 عضو في الولايات المتحدة ونشاطات في 91 دولة أخرى حول العالم، طورت المنظمة شبكة قوية من الزملاء المحترفين والحلفاء السياسيين.
بالإضافة إلى الشراكات مع الجمعية الأمريكية لمرض السكري والجمعية الأمريكية للغدة الدرقية وغيرها في الجمعيات في الولايات المتحدة، قامت الجمعية الأمريكية لأخصائيي الغدد الصماء بإقامة علاقات دولية مع الاتحاد الدولي للسكري والمؤتمر الدولي لأخصائيي الغدد الصماء والرابطة الأوروبية لدراسة مرض السكري، والجمعية المكسيكية للتغذية والغدد الصماء (SMNE).
تتيح الجمعية للأطباء الأعضاء فرصة المشاركة في عدد من البرامج والأنشطة التعليمية وتزويد مرضاهم برعاية عالية الجودة وفعالة من حيث التكلفة لعلاج الأمراض واضطرابات الغدد الصماء التي يعانون منها.

## الدعوة
منحت جمعية الأطباء وضع المندوب في عام 1996. وتم إنشاء مجلس الغدد الصماء في عام 2000 لكي يقوم بتمثيل مصالح الجمعية لدى بعض صُنعاع السياسات الطبية الأكثر فاعلية في العالم.
عملت الجمعية منذ نشأتها على زيادة وعي أعضاء الكونغرس الأمريكي لمواجهة وباء مرض السكري في الولايات المتحدة وتشجيع التركيز على خطر مرض السكري وغيره من الاضطرابات المرتبطة بالغدد الصماء في أنشطة الوقاية الفيدرالية وفي إدارة الأمراض المزمنة. أعلن مجلس إدارة AACE أن السمنة هي حالة مرضية في شهر يوليو 2011، وكانت AACE هي الراعي الرئيسي للقرار الذي تبناه مجلس المندوبين من الجمعية الطبية الأمريكية في يونيو 2013، والذي أقر رسميًا بأن السمنة هي مرض.
تعمل الجمعية مع الجهات الراعية والكونغرس بمجلسيه (مجلس النواب ومجلس الشيوخ) من أجل الدعوة لإصدار قانون اللجنة الوطنية للسكري. ينشئ هذا التشريع لجنة ستوفر آلية لخبراء مرض السكري في القطاع الخاص من أجل مساعدة الحكومة الفيدرالية على معالجة مرض السكري بطريقة فعالة وتوفير المال لتحقيق هذا الغرض. وسوف تقدم اللجنة توصيات إلى الكونغرس ووزير الصحة والخدمات الإنسانية الأمريكي بشأن سبل تحسين تقديم الرعاية الصحية لمرض السكري.
تعمل الجمعية أيضًا من أجل توفير تعويض مستدام للرعاية الطبية وإجراء فحوصات كثافة العظام التي تتم باستخدام جهاز امتصاص الأشعة السينية ثنائي الطاقة (DXA)، وضمان إمكانية حصول المرضى على اختبار ترقق العظام والوقاية والعلاج من هذه المشكلة الصحية.

## السمنة كمرض
بعد تقرير من فريق عمل AACE المعني بالسمنة والتصويت بالإجماع في مجلس الإدارة، أعلنت AACE أن السمنة حالة مرضية في عام 2011. اعتقدت الرابطة أن هذا الإعلان سيساعد على تمهيد الطريق لتأمين علاجات أكثر فعالية تساعد فياللحد من ارتفاع معدل السمنة.
حتى عام 2011، كان يُنظر إلى البدانة كنتيجة لخيارات نمط الحياة السيئة. لكن، تم جمع أدلة كافية تثبت أن الاضطرابات الهرمونية والعوامل الوراثية هي من أهم أسباب السمنة، مما دفع إلى تصنيفها كـ «حالة مرضية». تعتبر السمنة أحد الأسباب الرئيسية لمرض السكري من النوع الثاني، وهو من اضطرابات الغدد الصماء. تعهدت AACE بأن تكون في طليعة الإدارة السريرية لهذا المرض وعواقبه التي تهدد الحياة.
في عام 2013، وافق مجلس المندوبين التابع للجمعية الأمريكية الطبية (AMA) على قرار يوافق على تصنيف AACE الذي يعتبر بالسمنة حالة مرضية. وكانت AACE هي من سعت بقوة لإصدار هذا القرار.

## الاجتماع السنوي للجمعية
تعقد الجمعية الأمريكية لأخصائيي الغدد الصماء مؤتمرًا علميا كل سنة في مواقع مختلفة في الولايات المتحدة. يحضر هذا التجمع عدد كبير من الأطباء الأعضاء من جميع أنحاء العالم، ويتم فيه عقد اجتماعات  وجلسات تعليمية  وعروض للخبراء والمختصين.

## شعار الغدد الصماء
في مايو 2014، وافق مجلس إدارة AACE على تصميم شعار جديد كرمز عالمي لممارسة طب الغدد الصماء ودور علماء الغدد الصماء في صحة عامة الناس. لم يتم تخصيص هذا شعار كعلامة تجارية لأي مؤسسة معينة. وبدلًا من ذلك، أتيح مجانًا لاستخدامه من قبل أي منظمة معنية باضطرابات وأمراض الغدد الصماء.

## الكلية الأمريكية للغدد الصماء (ACE)
في عام 1993، تم تأسيس الكلية الأمريكية لأمراض الغدد الصماء (ACE)، وهو الفرع التعليمي والعلمي والخيري للجمعية الأمريكية لأخصائيي الغدد الصماء. يوفر ACE التعليم المهني والطبي بهدف تعزيز استخدام التقدم العلمي في الممارسات السريرية.

### برامج تثقيف المريض
بالإضافة إلى البرامج التعليمية المستمرة لأعضائها وغيرهم من المتخصصين في الرعاية الصحية ذات الصلة بالغدد الصماء، تدير ACE عددًا من برامج تثقيف المرضى من خلال برنامج EmPower، بما في ذلك: التوعية باضطرابات الغدة الدرقية وخطة الطوارئ لمرضى السكري وأساسيات خول السكر في الدم.

### إمباور
برنامج EmPower هو برنامج ACE الرئيسي لتثقيف وتوعية المرضى. وله مكونان: موقع إمباور www.empoweryourhealth.org، ومجلة EmPower، التي تُنشر كل ثلاثة أشهر.
مجلة EmPower هي مجلة مجانية مكتوبة بأسلوب يسهل فهمه، يشرف على كتابة محتوى هذه المجلة أطباء الجمعية الأمريكية لأخصائيي الغدد الصماء من خبراء أمراض الغدد الصماء، وبالإضافة إلى المجلة المطبوعة، يعمل موقع إمباور كبوابة إلكترونية لتثقيف المرضى أيضًا.
يوفر الموقع معلومات شاملة عن جميع اضطرابات الغدد الصماء وعلاجاتها، ووصلات إلى برامج تثقيف المرضى، بالإضافة إلى إمكانية الوصول لجميع محتويات مجلة EmPower وغيرها من الموارد. كما يمّكن للمرضى من البحث عن أخصائيي الغدد الصماء في منطقتهم، ومشاركة قصصهم، والاشتراك في مجلة EmPower وعرض مقاطع الفيديو التعليمية.

### التوعية باضطرابات الغدة الدرقية
على مدار أكثر من عقدين من الزمن، رفعت ACE الوعي العام بأهمية صحة الغدة الدرقية باستخدام الرسائل وقنوات التوزيع المتعددة بما في ذلك المقابلات التلفزيونية والنشرات المطبوعة والأخبار على شبكة الإنترنت وإعلانات الخدمة العامة والتفاعل الصحي.

### خطة الطوارئ لمرضى السكري
تم إنشاؤهذه الخطة بعد إعصاري كاترينا وريتا في عام 2005 من قبل الكلية الأمريكية لأمراض الغدد الصماء (ACE)، وذلك بهدف تقديم الدعم لمرض السكري، تتضمن هذه الخطة موردًا شاملًا لمرضى السكري في حالة الأزمات. توفر الخطة معلومات لمرضى السكري عن القرارات العملية التي يجب اتخاذها قبل حدوث حالة الطوارئ، أي قبل أن يواجهوا موقفًا صعبًا.

## المنشورات
- مجلة الجمعية الأمريكية لأخصائيي الغدد الصماء
- الرسالة الأولى (The First Messenger) - نشرة عضوية نصف شهرية
- مجلة إمباور
- أخبار اجتماع الجمعية الأمريكية لأخصائيي الغدد الصماء السنوي
- أخبار الجمعية الأمريكية لأخصائيي الغدد الصماء

## المنظمات الشقيقة
- الرابطة الأمريكية لجراحي الغدد الصماء (AAES)
- جمعية السكري الأمريكية (ADA)
- الجمعية الأمريكية لأبحاث العظام والمعادن (ASBMR)
- الجمعية الأمريكية لعلم الذكورة (ASA)
- الجمعية الأمريكية لمساعدي أطباء الغدد الصماء (ASEPA)
- الجمعية الأمريكية للطب التناسلي (ASRM)
- جمعية الغدة الدرقية الأمريكية (ATA)
- جمعية ممرضات الغدد الصماء (ENS)
- مؤسسة أبحاث السكري للأحداث (JDRF)
- جمعية الغدد الصماء للأطفال (PES)
- جمعية ممرضي الغدد الصماء للأطفال (PENS)
- جمعية الغدد الصماء العصبية السلوكية (SBN)
- جمعية أمراض النساء (SGI)
- جمعية دراسة التكاثر (SSR)
- جمعية السمنة (TOS)
- جمعية الغدة النخامية